# Побережка
Побере́жка — село в Україні, у Медвинській сільській громаді Білоцерківського району Київської області. Населення становить 441 особа.

## Історія

мапа

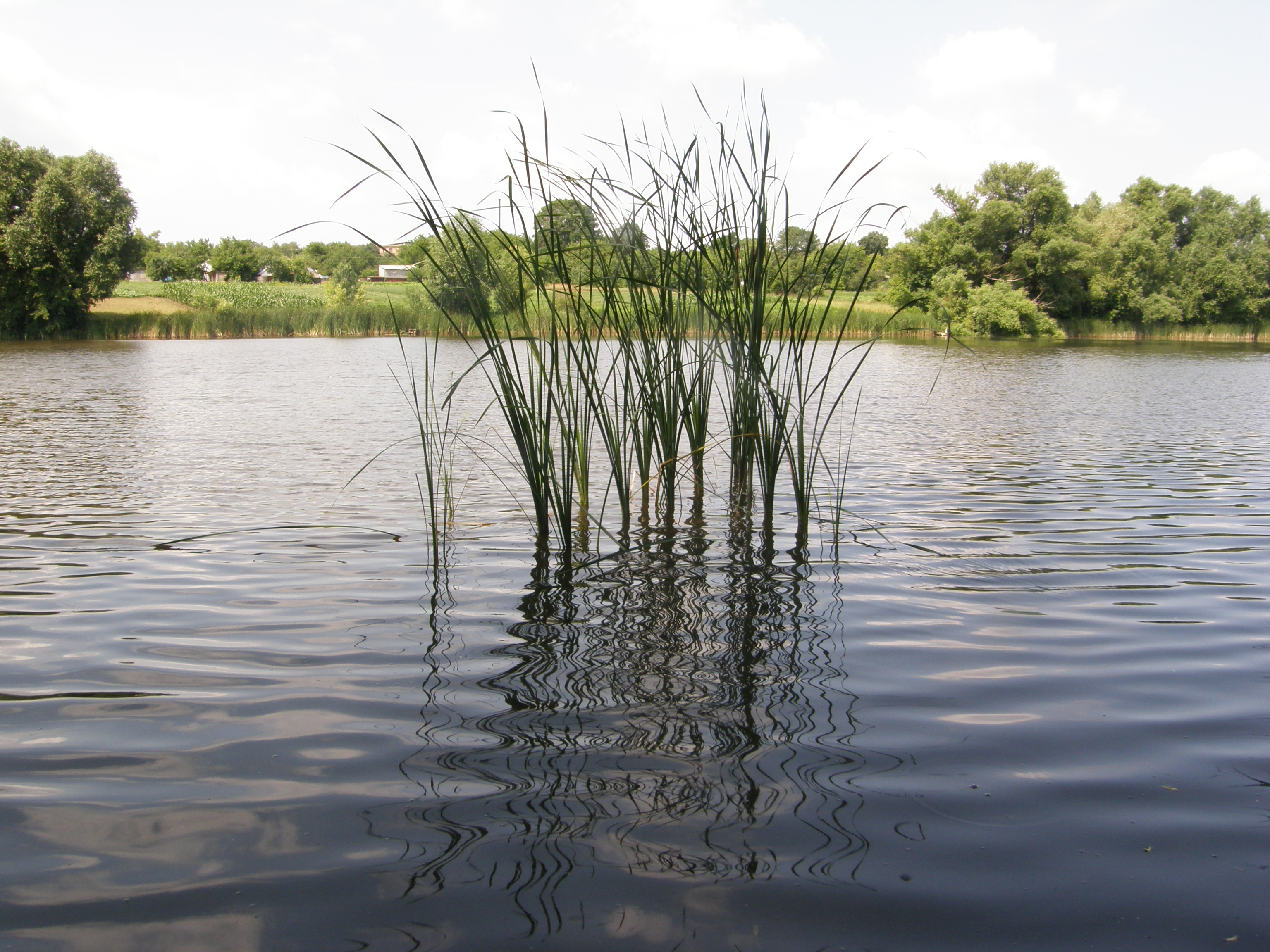
ставок

У 1922 році в Побережці утворилось перше товариство по спільному обробітку землі (керівник -М. Т. Пісний). В 1929 році покладено початок заснування колгоспу «Селянська хвиля» (пізніше це колгосп ім.
Демченка), головою якого обрали Ковтуна М. М. Під час колективізації в Побережці і в селах, які нині перебувають у складі сільської ради, з метою ліквідації опору заможних селян, які не бажали вступати в колгоспи, їм інкримінували саботаж заходів радянської влади. В селах сільської ради розкуркулено і вислано 11 родин, у тому числі з Побережки — 3-х.
В 30-х роках на побережківських землях було створено радгосп. Це до певної міри допомогло вижити тим, хто там працював, у часи Голодомору 1932—1933 років. В селі Побережка від голоду 1932—1933 років померло 45 осіб, з них — 3-є дітей. В 30-х роках ХХ ст. були репресовані колгоспник Кагурець П. О., безробітний Панченко С. В., вчитель Ляшенко Л. С., одноосібник Замирайло Т. В.

### Мова
Розподіл населення за рідною мовою за даними перепису 2001 року:
| Мова            | Кількість | Відсоток |
| --------------- | --------- | -------- |
| українська      | 600       | 99.17 %  |
| російська       | 3         | 0.49 %   |
| інші/не вказали | 2         | 0.34 %   |
| Усього          | 605       | 100 %    |

## Відомі люди
- Ніщеменко Корній Семенович (1893—1966) — український історик, член Української Центральної Ради.